# 単冠山
単冠山（ひとかっぷやま）は、は択捉島にある山の総称である。ロシア語ではБогатырь（ボガティル）。
成層火山である西単冠山（にしひとかっぷやま、ロシア語: Стокап; ストカップ、標高1629m
）から恩根登山（おんねのぼりやま、標高1422m
）までの尾根筋に連なる山を指す。
西単冠山の標高は、1922年の陸地測量部の測量に基づき1566mとされてきたが、陸域観測技術衛星「だいち」の観測データなどを元に、2014年に国土地理院が1629mに訂正し、標高1582mに訂正された散布山を抜いて択捉島の最高峰であることが判明した。なお、ロシア側の測量による標高は1634mである。